# インターネットスキル認定普及協会
特定非営利活動法人インターネットスキル認定普及協会（インターネットスキルにんていふきゅうきょうかい）は、インターネットに関する能力検定を行う特定非営利活動法人である。

## 概要
1996年7月16日、情報通信の振興・インターネットリテラシーの普及を図り、生活環境改善に寄与することを目的として設立。
2003年05月26日、東京都により法人認証をうける。
2007年10月12日、職業能力開発促進法（昭和四十四年法律第六十四号）第四十七条第一項の規定に基づき、技能検定ウェブデザイン職種の指定試験機関として厚生労働省により指定をうける

## 主な事業内容
- インターネットに関する実務技能の普及啓発及び人材育成のための検定事業
- 情報・通信に関する情報収集及び提供事業